# UCI World Tour 2020
UCI World Tour 2020 byla série závodů, která zahrnovala 21 jednodenních a etapových závodů v rámci sezóny v roce 2020. Seriál začal 21. ledna úvodní etapou Tour Down Under a skončil poslední etapou Vuelta a España 8. listopadu. Jako poslední závod začal 21. října jednodenní Driedaagse Brugge–De Panne.

## Závody
Oficiální kalendář byl odhalen v červnu 2019.
| Závod                      | Datum                    | Vítěz                        | 2. místo                   | 3. místo                    |
| -------------------------- | ------------------------ | ---------------------------- | -------------------------- | --------------------------- |
| Tour Down Under            | 21. – 26. ledna          | Richie Porte (AUS)           | Diego Ulissi (ITA)         | Simon Geschke (GER)         |
| Great Ocean Road Race      | 2. února                 | Dries Devenyns (BEL)         | Pavel Sivakov (RUS)        | Daryl Impey (RSA)           |
| UAE Tour                   | 23. – 27. února          | Adam Yates (GBR)             | Tadej Pogačar (SLO)        | Alexej Lucenko (KAZ)        |
| Omloop Het Nieuwsblad      | 29. února                | Jasper Stuyven (BEL)         | Yves Lampaert (BEL)        | Søren Kragh Andersen (DEN)  |
| Paříž–Nice                 | 8. – 14. března          | Maximilian Schachmann (GER)  | Tiesj Benoot (BEL)         | Sergio Higuita (COL)        |
| Strade Bianche             | 1. srpna                 | Wout van Aert (BEL)          | Davide Formolo (ITA)       | Maximilian Schachmann (GER) |
| Tour de Pologne            | 5. – 8. srpna            | Remco Evenepoel (BEL)        | Jakob Fuglsang (DEN)       | Simon Yates (GBR)           |
| Milán – San Remo           | 8. srpna                 | Wout van Aert (BEL)          | Julian Alaphilippe (FRA)   | Michael Matthews (AUS)      |
| Critérium du Dauphiné      | 12. – 16. srpna          | Daniel Felipe Martínez (COL) | Thibaut Pinot (FRA)        | Guillaume Martin (FRA)      |
| Il Lombardia               | 15. srpna                | Jakob Fuglsang (DEN)         | George Bennett (NZL)       | Aleksandr Vlasov (RUS)      |
| Bretagne Classic           | 25. srpna                | Michael Matthews (AUS)       | Luka Mezgec (SLO)          | Florian Sénéchal (FRA)      |
| Tour de France             | 29. srpna – 20. září     | Tadej Pogačar (SLO)          | Primož Roglič (SLO)        | Richie Porte (AUS)          |
| Tirreno–Adriatico          | 7. – 14. září            | Simon Yates (GBR)            | Geraint Thomas (GBR)       | Rafał Majka (POL)           |
| BinckBank Tour             | 29. září – 3. října      | Mathieu van der Poel (NED)   | Søren Kragh Andersen (DEN) | Stefan Küng (SUI)           |
| Valonský šíp               | 30. září                 | Marc Hirschi (SUI)           | Benoît Cosnefroy (FRA)     | Michael Woods (CAN)         |
| Giro d'Italia              | 3. – 20. říjen           | Tao Geoghegan Hart (GBR)     | Jai Hindley (AUS)          | Wilco Kelderman (NED)       |
| Lutych–Bastogne–Lutych     | 4. října                 | Primož Roglič (SLO)          | Marc Hirschi (SUI)         | Tadej Pogačar (SLO)         |
| Gent–Wevelgem              | 11. října                | Mads Pedersen (DEN)          | Florian Sénéchal (FRA)     | Matteo Trentin (ITA)        |
| Kolem Flander              | 18. října                | Mathieu van der Poel (NED)   | Wout van Aert (BEL)        | Alexander Kristoff (NOR)    |
| Vuelta a España            | 20. října – 8. listopadu | Primož Roglič (SLO)          | Richard Carapaz (ECU)      | Hugh Carthy (GBR)           |
| Driedaagse Brugge–De Panne | 21. října                | Yves Lampaert (BEL)          | Tim Declercq (BEL)         | Tim Merlier (BEL)           |

## Změny
Kolem Turecka bylo degradováno do kategorie UCI ProSeries.
Nekonala se Tour of California, která skončila posledním ročníkem v roce 2019.
Kvůli opatřením proti covidu-19 bylo zrušeno celkem 15 závodů. Mnoho závodů také změnilo datum konání, díky čemuž se neodehrály žádné závody mezi 14. březnem a 1. srpnem.

### Zrušené závody
- Volta a Catalunya
- E3 BinckBank Classic
- Kolem Baskicka
- Tour de Romandie
- Eschborn–Frankfurt
- Tour de Suisse
- Clásica de San Sebastián
- RideLondon–Surrey Classic
- GP Cycliste de Québec
- GP Cycliste de Montréal
- EuroEyes Cyclassics
- Amstel Gold Race
- Dwars door Vlaanderen
- Paříž–Roubaix
- Tour of Guangxi